# گربه روی شیروانی داغ
گربه روی شیروانی داغ (به انگلیسی: Cat on a Hot Tin Roof) نمایشنامه‌ای است از تنسی ویلیامز که در سال ۱۹۵۵ نوشته شده‌است. تاکنون از روی این نمایشنامه چندین فیلم سینمایی و تلویزیونی ساخته شده‌است. تنسی ویلیامز به خاطر نگارش این نمایشنامه جایزه پولیتزر را به خود اختصاص داد.

## داستان
بریک جوانی الکلی است که به خاطر مرگ بهترین دوستش احساس گناه دارد و به خاطر کوتاهی در دوستی‌اش عذاب می‌کشد. مگی همسر بریک هم به خاطر دوری کردن شوهرش از او رنج می‌کشد. پدربزرگ هم سرطان دارد ولی باز هم به زندگی طمع دارد. جمع شدن خانواده در ۶۵ سالگی پدربزرگ ناگهان تبدیل به یک کشمکش خانوادگی می‌شود.